# James Mitchell
James Mitchell GCMG (Dardanup, 27 april 1866 – Dardanup, 26 juli 1951) was de 13e premier en 20e gouverneur van West-Australië. Hij was de eerste in Australië geboren gouverneur en is de enige die beide functies heeft uitgeoefend.

## Vroege leven
James Mitchell werd op 27 april 1866 geboren op de Paradise Farm nabij Bunbury. Hij was de oudste van dertien kinderen uit het huwelijk van William Bedford Mitchell en Caroline Morgan. Hij werd opgeleid in Bunbury en begon in 1885 voor de Western Australian Bank te werken. Mitchell werd naar Geraldton gedetacheerd.
Op 17 september 1888 huwde hij Clara Robinson Spencer. Ze kregen drie zonen en een dochter.
In 1890 werd Mitchell bankmanager in Northam. Northam werd de uitvalsbasis voor de goudvelden van de Yilgarn en de oostelijke goudvelden. De landbouw in de vallei van de Avon floreerde door de bevoorrading van de zich ontwikkelende goudvelden. Vanaf 1892 begon Mitchell zelf te boeren. In 1897 werd hij tot vredesrechter benoemd (En: justice of the peace).

## Politieke carrière
James Mitchell won in oktober 1905 de verkiezingen voor de zetel in het lagerhuis (En: Legislative Assembly) van het kiesdistrict Northam. Premier Newton Moore duidde hem in mei 1906 aan als onbezoldigd minister voor landbouwuitbreiding. In 1909 werd Mitchell bevorderd tot minister van land en landbouw. Een jaar later mocht hij er de portefeuille industrie aan toevoegen. Mitchell wierf William Lowrie als directeur voor het departement landbouw aan. In de jaren 1906-11 werd de grens van het gebied waar rendabel aan landbouw kon worden gedaan verlegd, door het gebruik van superfosfaat.
In de jaren 1911, 1912 en 1914 viel er weinig neerslag. De regering verloor de verkiezingen van oktober 1911. In 1912 werd de Farmers and Settlers' Association opgericht waardoor twee jaar later 8 leden van de Country Party naar het parlement verkozen werden. Mitchell was door zijn optimisme kop van jut en werd terzijde geschoven. Hij werd in 1915 als fractieleider van de Liberals vervangen door Henry Lefroy. Nadat de Laborregering van de macht was verdreven stond de Country Party erop dat Mitchell niet terug minister van landbouw werd. Premier Frank Wilson benoemde Mitchell tot minister industrie en van de spoorwegen. Mitchell onderhandelde met de federale en Britse regering over de Soldier Settlement Schemes en geloofde in de ontwikkeling van een melkindustrie in het zuidwesten van West-Australië. Hij kreeg de bijnaam 'Moo-cow Mitchell'.
Hal Colebatch werd premier in april 1919 maar trad een maand later af omdat hij er niet in slaagde een zetel in het lagerhuis te verwerven. James Mitchell werd op 17 mei 1919 de nieuwe premier. De Country Party ging akkoord om onder Mitchell te dienen. Mitchell won de verkiezingen van 1921 en bleef premier tot april 1924. Onder Mitchell kregen vrouwen vanaf 1920 het recht om in het parlement te zetelen. Het Group Settlement Scheme van 1921 had niet het beoogde resultaat. De migranten waren slecht geselecteerd en voorbereid voor het ontbossen van de loofbossen en het ontwikkelen van een melkindustrie. 42% van de Britse deelnemers had al afgehaakt toen Mitchell in 1924 de verkiezingen verloor. Zijn opvolgers zetten de programma's wel verder zodat er uiteindelijk een melkindustrie ontstond.
In april 1930 won Mitchell de verkiezingen en werd wederom premier. Hij diende een antwoord te zoeken op de problemen veroorzaakt door de crisis van de jaren 30. De West-Australische overheid bood de hoogste werkloosheidsvergoeding van de Australische staten maar desondanks was er veel onrust. Mitchell startte irrigatieprogramma's om werklozen aan het werk te zetten. Landbouwers konden het terugbetalen van hun leningen uitstellen. Er werd geëxperimenteerd met bulkvervoer van graan. Een loterij werd opgestart om goede doelen te steunen. Er groeide in die periode een separatistische beweging. Mitchell stond een volksraadpleging toe over de uitstap van West-Australië uit de federale Australische staat. De volksraadpleging viel samen met de deelstaatverkiezingen op 8 april 1933. 68% van de West-Australische bevolking stemde voor afscheiding maar Mitchell verloor de verkiezingen en zijn zetel in het lagerhuis. De nieuwe Laborregering legde de uitslag van de volksraadpleging naast zich neer.
Laborpremier Collier benoemde Mitchell tot luitenant-gouverneur. Een titel die hij 15 jaar zou dragen doordat de Britse regering geen gouverneur benoemde. In 1948 werd Mitchell uiteindelijk tot gouverneur van West-Australië benoemd. Hij was de eerste in Australië geboren gouverneur. Zijn verblijf in het Government House werd bedroefd door de dood van zijn vrouw in 1949 en van drie van zijn vier kinderen. James Mitchell ging op rust in juni 1951 en stierf op 26 juli in zijn slaap, na een jachtpartij met zijn zoon. Hij werd begraven op het anglicaanse deel van de begraafplaats van Karrakatta.

## Nalatenschap
In 1911 werd Mitchell tot lid van de Orde van Sint-Michaël en Sint-George genomineerd. Pas 1917 werd hij daadwerkelijk benoemd. In 1921 werd Mitchell tot ridder-commandeur en in 1947 tot grootkruis in de orde benoemd.
De Mitchell Freeway, Sir James Mitchell Park in Perth en het nationaal park Sir James Mitchell werden naar hem vernoemd. Botanicus Charles Gardner noemde de bloemplant Verticordia mitchelliana naar James Mitchell.
- Australian Dictionary of Biography: mitchell-sir-james-733
- International Standard Name Identifier: 0000 0000 7910 8284
- Library of Congress Control Number: no2009184011
- SNAC: w6wd5c5q
- Trove: 1028299
- Virtual International Authority File: 93009297
- WorldCat: E39PBJwXcThh468VRQhHxJRdwC